# 移植免疫
移植免疫（いしょくめんえき、英:transplantation immunity）とは移植の際に認められる拒絶反応。細胞性免疫を中心とする免疫反応であり、初回の移植で発生する移植免疫の機序はIV型アレルギーと同様である。
同一の移植抗原をもつ移植片の移植では、拒絶反応は初回の移植よりも2度目以降の移植で促進される（二次移植片拒絶反応）。これは免疫記憶の成立が関与する。